# Histioteuthis celetaria
Histioteuthis celetaria är en bläckfiskart som först beskrevs av Voss 1960.  Histioteuthis celetaria ingår i släktet Histioteuthis och familjen Histioteuthidae.

## Underarter
Arten delas in i följande underarter:
- H. c. celetaria
- H. c. pacifica